# Amici di ghiaccio - Death Run
Amici di ghiaccio - Death Run (Mörderische Abfahrt - Skitour in den Tod) è un film TV tedesco del 1999 diretto da Curt M. Faudon con protagonisti Jerry Calà, Thomas Heinze, Carin C. Tietze e Heio von Stetten.

## Trama
Una pericolosa escursione in montagna, nella zona in cui, l'anno precedente, era morto il comune amico Jack, riunisce quattro individui con incarichi diplomatici da portare a termine. Ad accompagnarli c'è Dimitri, attaché culturale russo, che il giorno dopo aver scoperto nel rifugio gli appunti di Jack viene misteriosamente ucciso: la tensione tra i quattro colleghi cresce generando liti e pericolosi disguidi per scoprire la verità sul compagno russo e sulla morte del vecchio amico.

## Produzione
Il film è stato girato in Tirolo.

## Distribuzione
La pellicola è stata trasmessa in chiaro in Germania, Italia, Austria e Francia, mentre è stata distribuita in Home video in altre zone del mondo come il Giappone e gli USA.